# Chiara Siracusa
Chiara Siracusa, född 25 september 1976 i Valletta, känd under artistnamnet Chiara (uttalas Kiara), är en maltesisk artist med smeknamnet The Voice. Hon har tävlat för Malta i Eurovision Song Contest tre gånger, senast var 2009. Hon har maltesiska som modersmål, och kan också tala engelska. Hon är gift och har en dotter.

## Musikkarriär - Eurovision Song Contest
Chiara Siracusa bär smeknamnet "The Voice" (rösten). Sin debut i Eurovision gjorde hon 1998 med balladen The One That I Love och kom trea, 7 poäng efter vinnaren Dana International.
2005 deltog hon för andra gången för Malta med balladen Angel. Hon kom då på andra plats med 192 poäng.
2009 deltog hon med låten What if We i Eurovision Song Contest. Hon hamnade på 22:a plats. Hon ville delta 2012 igen, men Maltas regler förbjöd henne från att delta i Maltas nationella tävling till 2015. Hon ville att de nationella reglerna skulle ändras. Reglerna går ut på att om man vinner tävlingen i Malta är man förbjuden från att delta i fem år.
Inför Eurovision Song Contest 2011 var hon medlem i den nationella juryn i Rumänien.
Chiara har även gjort en cover på Beyoncés Listen.
Hon har även medverkat i tv-programmet Hadd Ghalik ett flertal gånger.

## World Song Contest
Chiara Siracusas låt "Sail Away" deltog i nättävlingen "World Song Contest 3 2011". Där kom låten på 21:a plats (sist) med 16 poäng. Hon tävlade även i "World Song Contest 4 2011", där hon gick vidare till den nationella finalen. Hon blev dock slagen av Jo Zette i finalen. Hon tävlade i World Song Contest 5 2011 med sin låt "Angel".  Hon placerade sig på en tredje plats i WSC5, vilket är Maltas bästa placering någonsin i WSC.  Trea blev Malta trots att de inte fick några höga poäng. Nättävlingen är nedlagd på grund av för lågt intresse.

## Diskografi

### Album
- 1998: Shades Of One
- 2000: What You Want
- 2003: Covering Diversions
- 2005: Here I Am

### Singelplaceringar
| År   | Titel   | Tabell position | Tabell position |
| År   | Titel   | Tyskland        |                 |
| ---- | ------- | --------------- | --------------- |
| 2005 | "Angel" | 95              |                 |